# Pfarrkirche Traboch

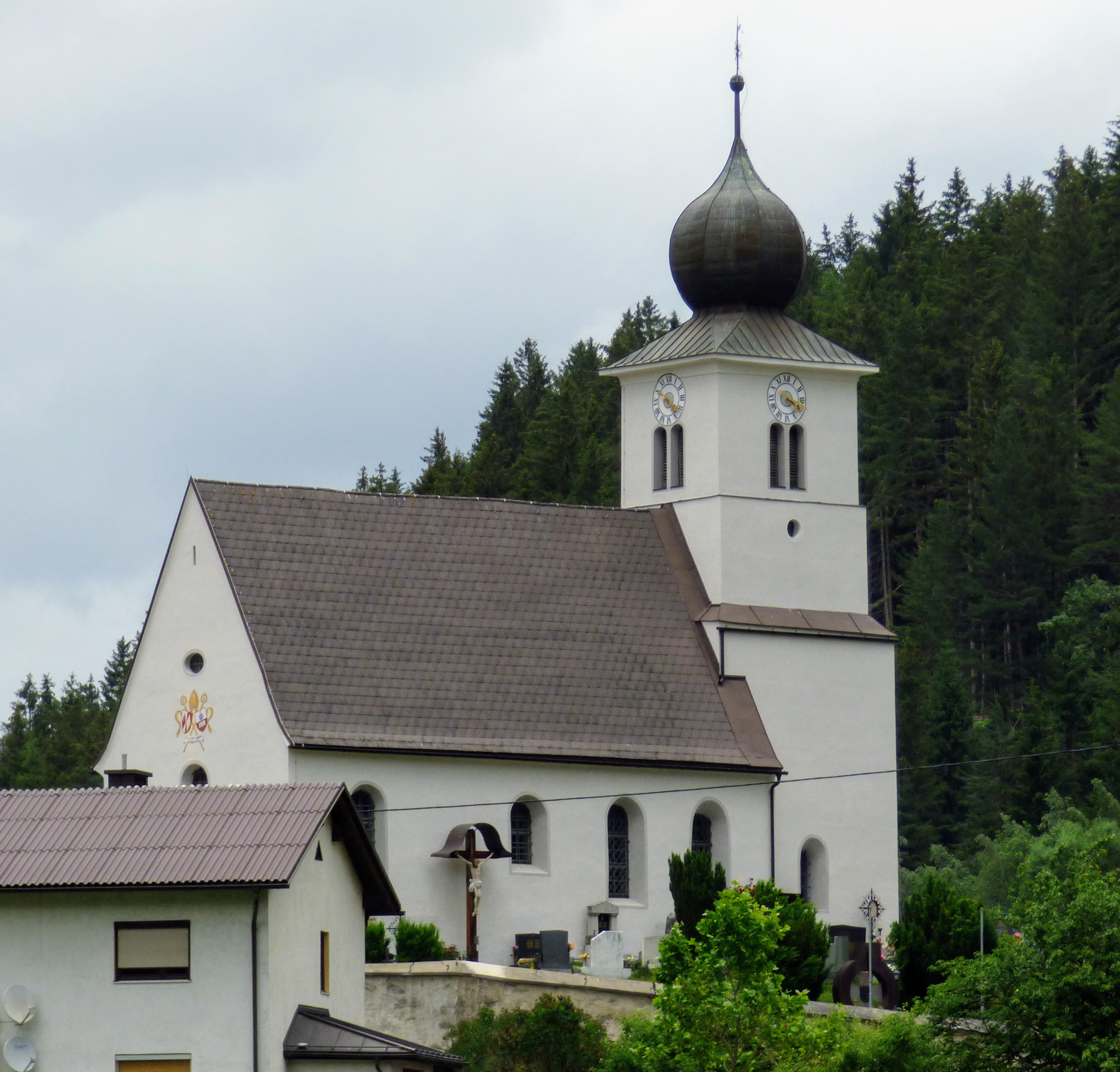
Katholische Pfarrkirche hl. Nikolaus in Traboch

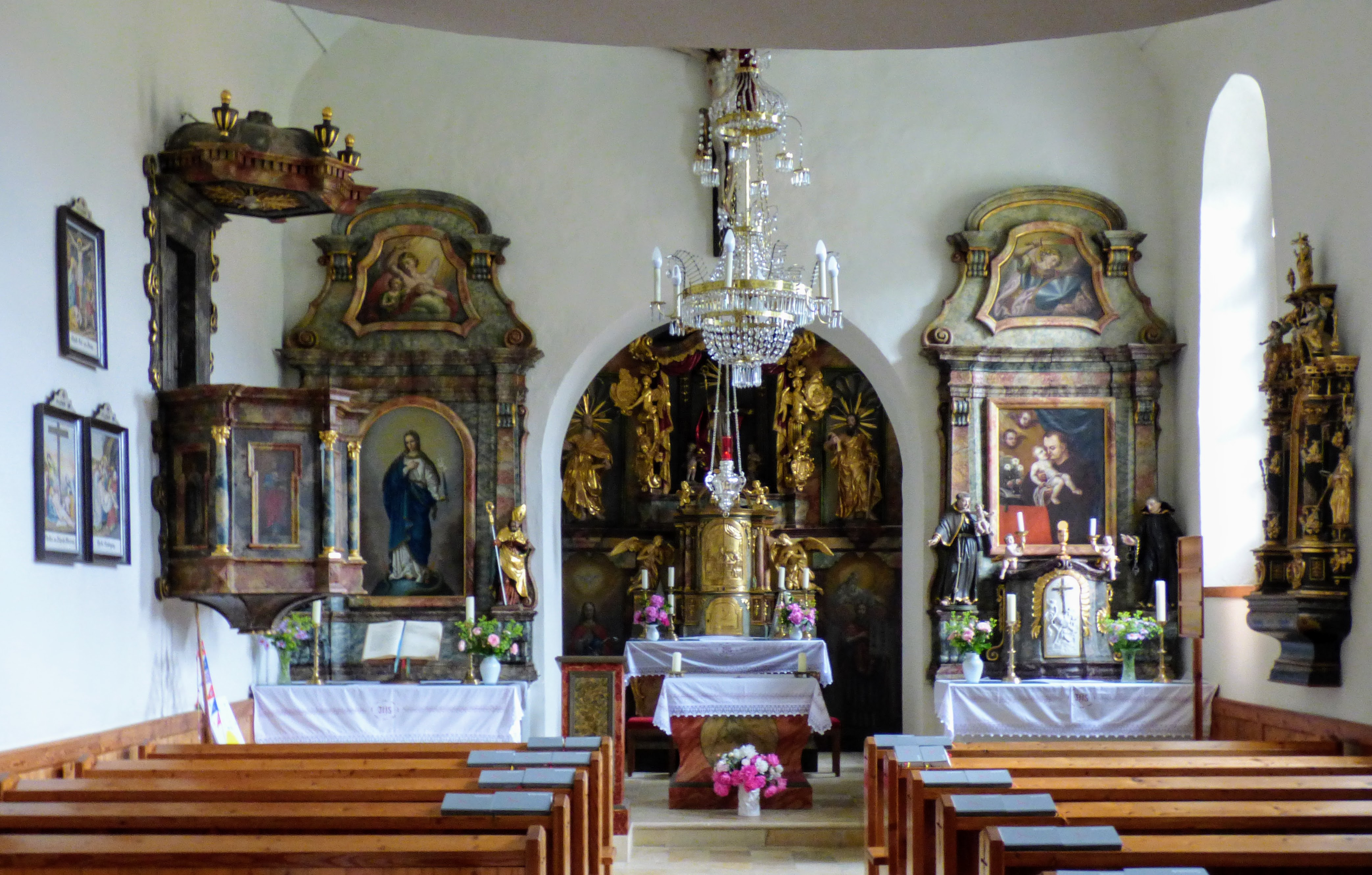
Langhaus, Blick zum Chor

Die römisch-katholische Pfarrkirche Traboch steht in erhöhter Lage in der Ortschaft der Gemeinde Traboch im Bezirk Leoben in der Steiermark. Die dem Patrozinium des heiligen Nikolaus von Myra unterstellte Pfarrkirche gehört zur Region Obersteiermark Ost (Dekanat Leoben) in der Diözese Graz-Seckau. Die Kirche und der Friedhof stehen unter Denkmalschutz (Listeneintrag).

## Geschichte
Im Jahr 1274 wurde die Kirche vom Landrichter Gerold unter der Vogtei des Grafen Heinrich von Pfannberg erbaut und dem Stift Admont inkorporiert.

## Architektur
Die im Kern romanische Kirche wurde mehrfach erweitert und ist von einem ummauerten Kirchhof umgeben.
Die Kirche hat über dem Chor einen quadratischen Chorturm mit zwei oberen Geschoßen aus 1675 mit einem Zwiebelhelm. Nördlich des Chores steht eine romanische Sakristei, wahrscheinlich als ursprüngliches Gotteshaus, der tonnengewölbte Raum hat im Osten eine kleine Segmentapsis und vier kleine romanische Fenster. Die weiteren Kirchenfenster sind barock bzw. aus 1843.
Das romanische Langhaus hat eine Flachdecke, 1843 wurde das Langhaus nach Westen erweitert. Der niedrige Fronbogen ist rundbogig. Der langrechteckige Chor hat eine Flachdecke. Das rechteckige spätgotische Sakristeiportal im Chor hat eine Eisentür mit Beschlägen. Die Westempore mit einem vorschwingenden Mittelteil steht auf zwei achteckigen Holzpfeilern.

## Einrichtung
Der Hochaltar aus 1754 hat Umgangsportale und einen geschnitzten Vorhang der Mittelnische mit Büsten und Reliefs. Der Tabernakel entstand in der ersten Hälfte des 19. Jahrhunderts. Die Seitenaltäre entstanden um die Mitte des 18. Jahrhunderts. Der linke Seitenaltar hat einen prächtigen kleinen Altaraufsatz aus Göß von 1654, dem Bildhauer Georg Remele zugeschrieben.
Die neobarocke Orgel baute Matthäus Mauracher im Ende des 19. Jahrhunderts.